# 福岡市立警固中学校
福岡市立警固中学校（ふくおかしりつ けごちゅうがっこう）は、福岡県福岡市中央区赤坂に位置する公立中学校である。
福岡中央市民センターおよび福岡市中央図書館に隣接している。

## 沿革
- 1947年（昭和22年）4月 - 開校
- 1951年（昭和26年）3月 - 校歌制定
- 1947年（昭和26年）5月 - 市より視聴覚教育実験校として指定をうける
- 1947年（昭和26年）6月 - 日本放送協会から放送教育実験校として指定を受ける
- 2005年（平成17年）4月 - 福岡県西方沖地震の影響で福岡市立玄界中学校が一時移転

## 校区
- 警固小学校・赤坂小学校区
  - 校区の都市化に伴うドーナツ化現象により、入学してくる生徒の人数は減少傾向にある。

## 部活
- バスケットボール部 （男子・女子に分割）
- サッカー部
- 野球部
- 卓球部
- 剣道部
- バレーボール部 （男子）
- ソフトテニス部（男子・女子に分割）
- 吹奏楽部
- 放送部 (2021年県大会進出 2023年全国大会出場)
- 美術部

（2022年現在）

## 行事
体育大会、合唱コンクール、立志式などがある。

## 生徒会活動
警固中学校の生徒会は、生徒会三役(会長(1名)・副会長(2名)・書記(2名))と生活専門委員会、整美専門委員会、保体専門委員会、図書専門委員会、学習専門委員会、厚生専門委員会、代議委員会で構成されている。
また、2010年4月より、新たに人権委員会といういじめ防止を目的とした特別委員会が設立された。しかし今は廃止されている

## 著名な出身者
- 木元駿之介（DJ社長） - Repezen Foxx
- 浅田孟 - ベーシスト（THE MODS、シーナ&ザ・ロケッツ、ARB、サンハウス）
- 坂東嘉秀 - ギタリスト（サンハウス）
- 森山達也 - ロック歌手、ギタリスト（THE MODS）
- 山内テツ - ベーシスト（フリー、フェイセズ）
- 山部善次郎 - ロック歌手、ギタリスト
- 米倉斉加年 - 俳優
- 大坪千夏 - アナウンサー
- 浜野基彦 - 俳優　音楽アーティスト。
- 山下清海 - 地理学者